# Thập niên 2000
Thập niên 2000 hay thập kỷ 2000 chỉ đến những năm từ 2000 đến 2009, kể cả hai năm đó. Không chính thức, nó cũng có thể bao gồm vài năm vào cuối thập niên trước hay vào đầu thập niên sau. Đây là thập kỷ đầu tiên của thế kỷ 21.

## Sự kiện

### Năm2001
- 11 tháng 9: Sự kiện 11 tháng 9 tại Hoa Kỳ do Al-Qaeda thực hiện.[1]